# Siesta Festival

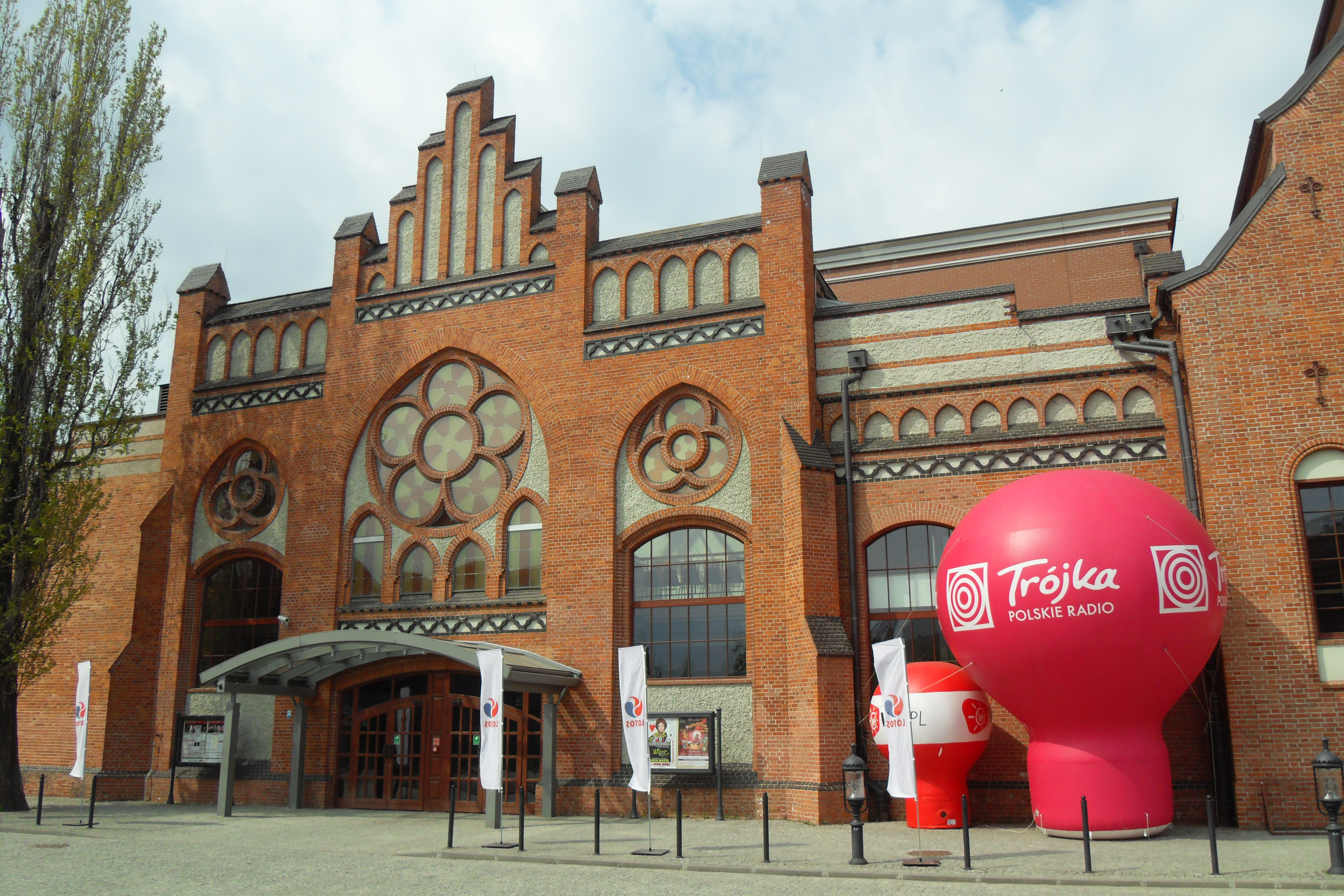
Filharmonia Bałtycka podczas festiwalu w 2014

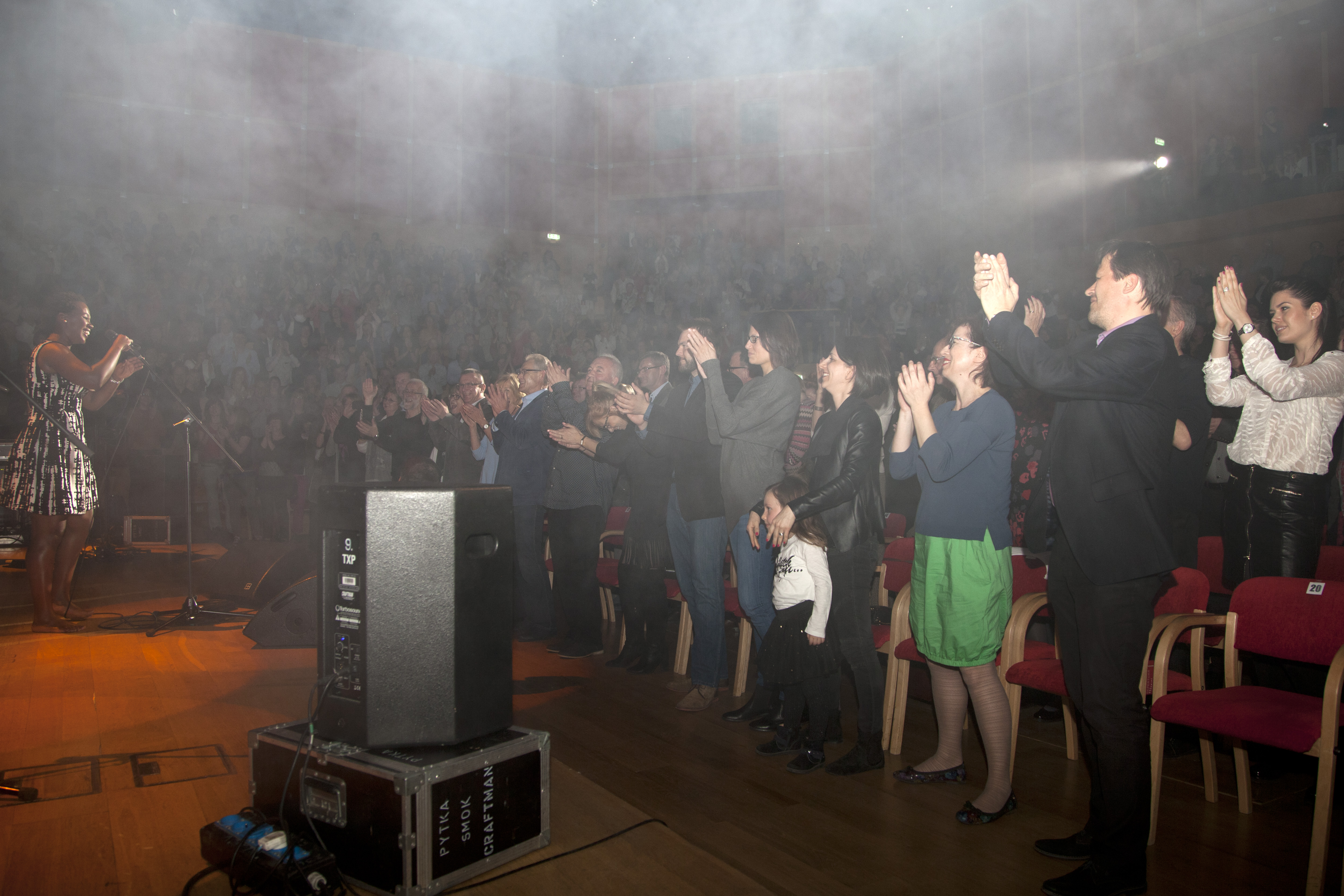
Koncert Elidy Almeidy w 2016

Siesta Festival – cykliczny festiwal muzyczny organizowany w Gdańsku, związany z audycją radiową Siesta Marcina Kydryńskiego.
Pierwsza edycja odbyła się w dniach 29 kwietnia – 1 maja 2011. Została zorganizowana z okazji 10. urodzin audycji Siesta emitowanej w Programie III Polskiego Radia. Dyrektorem artystycznym festiwalu jest Marcin Kydryński. Podczas dotychczasowych edycji, muzycy znani z audycji wystąpili m.in. w Filharmonii Bałtyckiej oraz klubie muzycznym Parlament.
Artyści, którzy do tej pory wystąpili na festiwalu:
- 29 kwietnia – 1 maja 2011, Siesta Festival I: Souad Massi, Sara Tavares, Yami (właśc. Fernando Araújo), Pedro Moutinho, Anna Maria Jopek, Gonzalo Rubalcaba, Gil Goldstein[1];
- 27-29 kwietnia 2012, Siesta Festival II: Tito Paris, Concha Buika, Jasmin Lewi, Raquel Tavares, Blick Bassy[4];
- 26-28 kwietnia 2013, Siesta Festival 2013: Melody Gardot, Jehro, Cuca Roseta, Lura, Bonga[5];
- 24-27 kwietnia 2014, Siesta Festival IV: Mayra Andrade, Duarte, Angélique Kidjo, Nancy Vieira, Fatoumata Diawara[6];
- 24-26 kwietnia 2015, Siesta Festival V: Paulo Flores, Helder Moutinho, Neuza, Mariza, Charlotte Dipanda[7];
- 21-24 kwietnia 2016, Siesta Festival VI: Elida Almeida, Karyna Gomes, Lura, Marco Oliveira (wraz z Vânią Conde i Ricardo Parreirą), Anoushka Shankar, Tomatito[8][9][10][11]
- 20–23 kwietnia 2017, Siesta Festival VII: Mário Pacheco & Clube de Fado z Marią Aną Bobone, Dino D’Santiago, Omara Portuondo, Mor Karbasi, Eliane Elias, Ballou Canta

25 kwietnia 2014, podczas oficjalnej inauguracji czwartej edycji festiwalu, Prezydent Miasta Gdańska Paweł Adamowicz wręczył Marcinowi Kydryńskiemu – świętującemu wówczas 25-lecie pracy w Programie III Polskiego Radia – Nagrodę Kulturalną Miasta Gdańska.